# Opisthodontia arnoldi
Opisthodontia arnoldi är en fjärilsart som beskrevs av Aurivillius 1908. Opisthodontia arnoldi ingår i släktet Opisthodontia och familjen ädelspinnare. Inga underarter finns listade i Catalogue of Life.